# کونزلیچه
کونزلیچه (به ایتالیایی: Conselice) یک کومونه در ایتالیا است که در استان راونا واقع شده‌است.

## خصوصیات
کونزلیچه ۶۰ کیلومترمربع مساحت و ۹٬۹۲۰ نفر جمعیت دارد و ۹ متر بالاتر از سطح دریا واقع شده‌است.

## خواهرخوانده
شهرهای ولیکا پلنا، بورگوآن-ژلیو و بیتریتو خواهرخوانده‌های کونزلیچه هستند.